# كانون باور شوت إس إكس 60
كانون باور شوت اس اكس 60 (بالإنجليزية: Canon Power Shot SX60 HS)‏ كاميرا من إنتاج شركة كانون وهي من سلسلة باور شوت وبها زووم يصل لـ 65 ضعف وقد حلت مكان سابقتها Canon Power Shot SX50 HS

## المواصفات
- 16.1 ميغابيكسل
- نظام معالج الصور

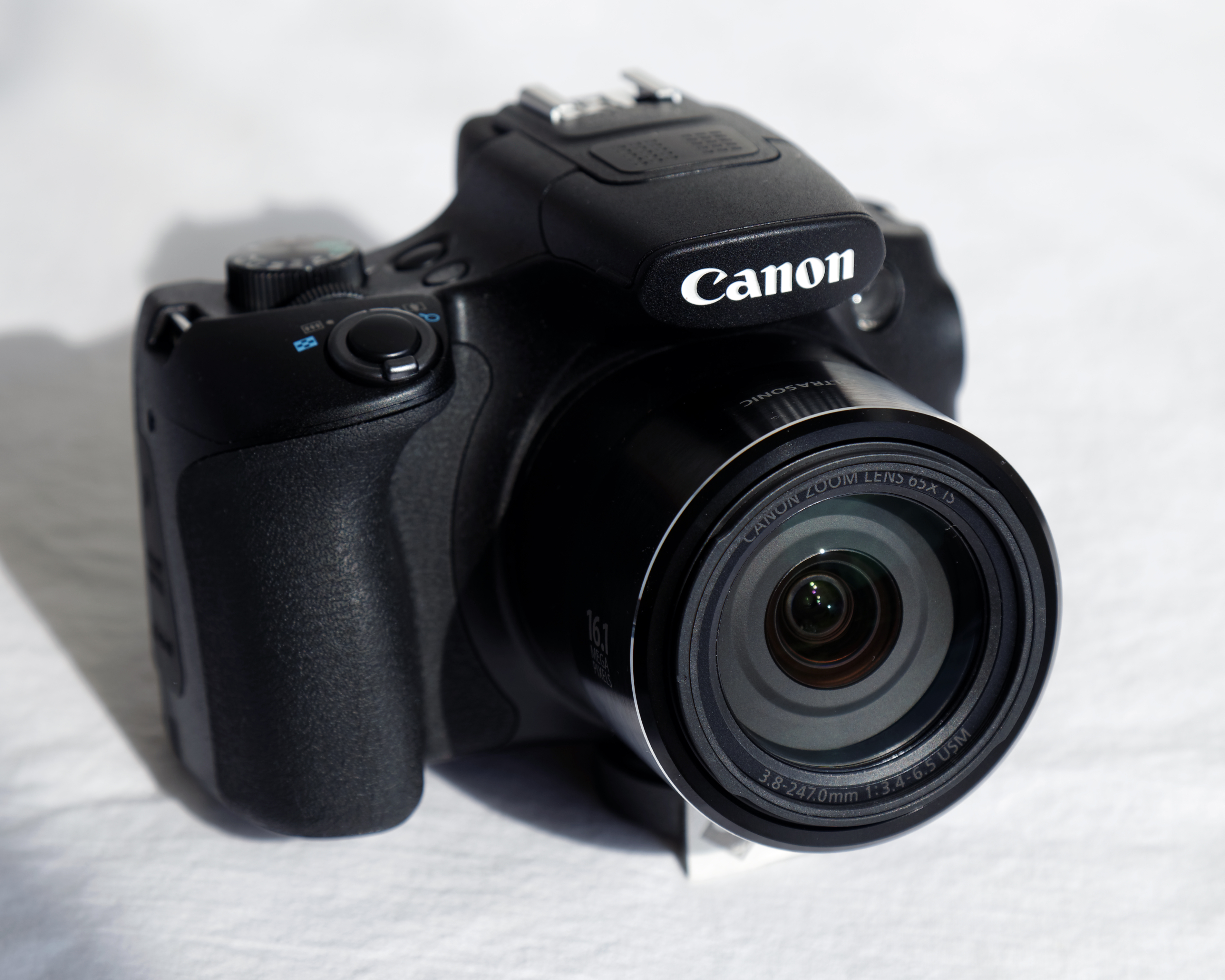

- 1080p Full HD Video فيديو عالي الجودة
- 65x Zoom Lens (24-1200mm Equivalent) تكبير بصري 65 ضعف
- Use Stabilization & Zoom for Video نظام مانع للاهتزاز

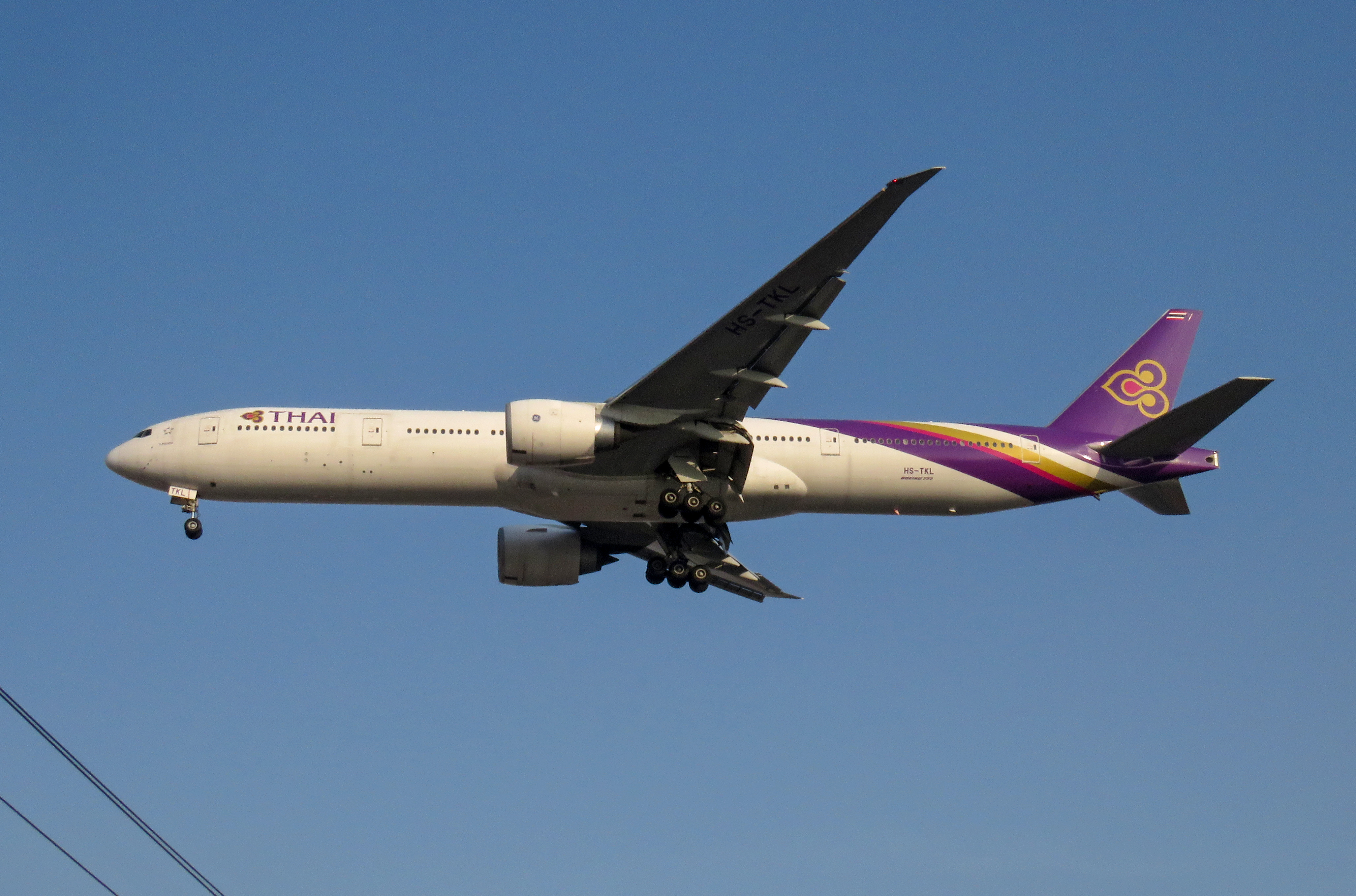
صورة ملتقطه بكانون sx60

- صورة ملتقطه بكانون sx60Lithium-ion Rechargeable Batteries بطارية قابلة لإعادة للشحن
- 2.8" Wide Vari-Angle LCD Display شاشة عرض متحركة
- ISO Auto, 80-6400 - حساسية الضوء
- Shutter 15 - 1/2000 sec - سرعة الغالق
- Built-in Flash - فلاش مدمج
- SD/SDHC/SDXC Memory Slot - بطاقات التخزين الملائمة
- تدعم اللغة العربية

الحياة عابرة. لا تفوت اللحظات الثمينة والتقط صور مذهلة مع كاميرا كانون Power Shot SX60 HS بدقة تصوير عالية وسرعة استجابة واستمرارية فائقتين.
تمتع بحرية الواي فاي. تحميل الصور والأفلام إلى شبكات التواصل الاجتماعي مباشرة من الكاميرا. أو نقلها إلى الهاتف الذكي، الكمبيوتر، والأجهزة اللوحية. استخدم تطبيق كاميرا كانون للتحكم بالكاميرا عن بعد من الهاتف الذكي الخاص بك وعمل النسخ الاحتياطي للمحتوى ومزامنة الصور.
أصبح من السهل صناعة الأفلام المذهلة. بلمسة زر واحدة يمكنك التقاط الصور بسلاسة، أفلام واقعية كاملة الوضوح 60P، مع صوت ستيريو واضح ونقي، بفضل أداة التحكم والتكبير يمكنك أيضا إرفاق ميكروفون خارجي والتحكم يدوياً بمستويات الصوت على الكاميرا لمزيد من المرونة.

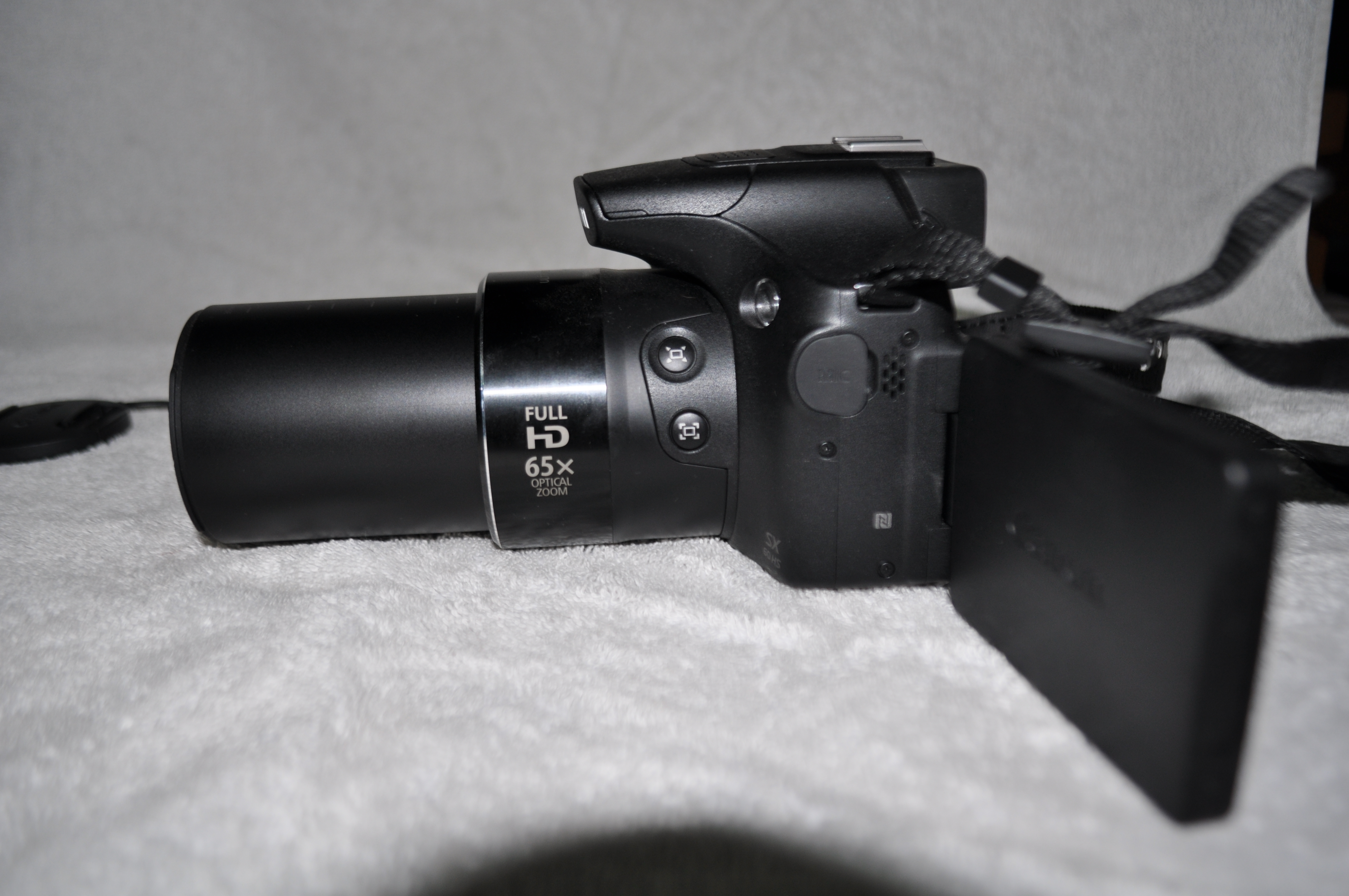

التقط مجموعة كبيرة من اللقطات الجميلة. مع خاصية تكبير وتصغير لا تصدق 65x و 21 مم لزاوية تصوير واسعة جداً يمكنك التقاط صور كل شيء بتفاصيل دقيقة ومفصّلة من الحياة البرية إلى المناظر الطبيعية الرائعة.